# Paul Holdheim
Paul Markus Ernst Holdheim (* 27. März 1847 in Schwerin; † 6. Oktober 1904 in Frankfurt am Main) war ein deutscher Jurist und  Mitglied des Provinziallandtages der Provinz Hessen-Nassau.

## Leben
Paul Holdheim war ein Sohn des Rabbiners Samuel Holdheim (1806–1860) und dessen Ehefrau Cäcilie Salomon (1813–1889) und absolvierte nach dem Abitur am Joachimsthaler Gymnasiums ein Studium der Rechts- und Staatswissenschaften, legte in Berlin die juristischen Staatsprüfungen ab und promovierte zum Dr. jur. Er wurde Kreisrichter in Ortelsburg in Ostpreußen und ließ sich 1875  als Rechtsanwalt in Frankfurt am Main nieder, wo er sich als Handelrechtler als Verteidiger angeklagter Redakteure einen Namen erwarb. Er war Herausgeber der Monatsschrift für Aktienrecht und Bankwesen, Steuer- und Stempelfragen. 
Holdheim betätigte sich politisch, trat der Demokratischen Vereinigung bei und war von 1880 bis 1896 Stadtverordneter in Frankfurt. 
Von 1886 bis 1904 hatte er ein Mandat für den Nassauischen Kommunallandtag für den Regierungsbezirk Wiesbaden bzw. für den Provinziallandtag der Provinz Hessen-Nassau, wo er als Mitglied der Deutschen Fortschrittspartei einen Sitz im  Eingaben- und Rechnungsprüfungsausschuss sowie in der  Finanz- und Wegebaukommission hatte.

### Familie
Am 12. Oktober 1876 hatte er in Frankfurt am Main Rosalie Kaufmann (1853–1920) geheiratet. 